# Phaeoaphelaria
Phaeoaphelaria är ett släkte av svampar. Phaeoaphelaria ingår i familjen Aphelariaceae, ordningen Cantharellales, klassen Agaricomycetes, divisionen basidiesvampar och riket svampar.
|                | Aphelaria                                      |
|                |                                                |
|                | Tumidapexus                                    |
|                |                                                |
| Phaeoaphelaria | \| \| Phaeoaphelaria australiensis \| \| \| \| |
|                | \| \| Phaeoaphelaria australiensis \| \| \| \| |
|                | Phaeoaphelaria australiensis                   |
|                |                                                |

|  | Phaeoaphelaria australiensis |
|  |                              |